# Lepanthes mucronata
Lepanthes mucronata är en orkidéart som beskrevs av John Lindley. Lepanthes mucronata ingår i släktet Lepanthes och familjen orkidéer. Inga underarter finns listade i Catalogue of Life.